# نظام الهبوط بالموجات الصغرية

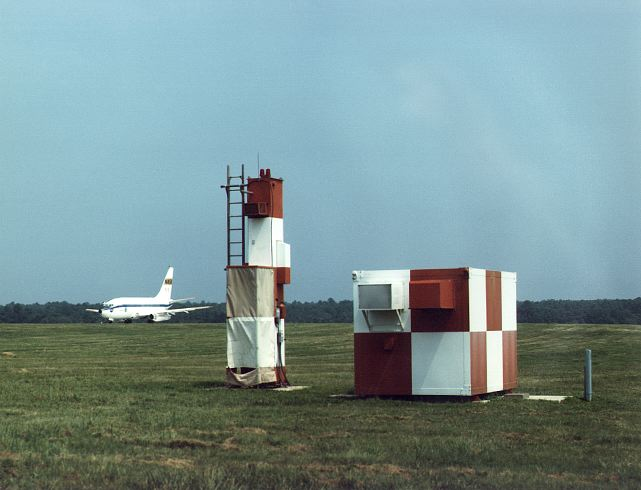
طائرة أبحاث لناسا 737 على مدرج والوبس في عام 1987 مع معدات نظام الهبوط بالميكروويف في المقدمة

نظام الهبوط بالموجات الدقيقة أو نظام الهبوط بالميكروويف (بالإنجليزية: Microwave landing system)‏ هو نظام توجيه لاسلكي دقيق في جميع الأحوال الجوية يهدف إلى تثبيته في المطارات الكبيرة لمساعدة الطائرات على الهبوط، بما في ذلك «الهبوط الأعمى». يتيح نظام «إم إل إس» للطائرة الاقتراب تحديد متى تتماشى مع مدرج الوجهة وعلى مسار الانزلاق الصحيح من أجل هبوط آمن. كان القصد من «إم إل إس» استبدال أو استكمال أنظمة هبوط الأجهزة (ILS). تتمتع «إم إل إس» بعدد من المزايا التشغيلية مقارنة بـ (ILS)، بما في ذلك مجموعة واسعة من القنوات لتجنب التداخل مع التركيبات القريبة، والأداء الممتاز في جميع الأحوال الجوية، و «بصمة» صغيرة في المطارات، وزوايا «التقاط» رأسية وأفقية واسعة تسمح بالاقتراب من مناطق أوسع حول المطار.
على الرغم من أن بعض أنظمة «إم إل إس» أصبحت جاهزة للعمل في التسعينيات، إلا أن الانتشار الواسع الذي تصوره بعض وكالات الطيران لم يصبح حقيقة واقعة. كان هناك سببان: (اقتصادي) بينما متفوقًا تقنيًا على (ILS)، لم تقدم «إم إل إس» قدرات أكبر بما يكفي لتبرير إضافة مستقبلات «إم إل إس» إلى معدات الطائرات؛ و (النظام الثالث الذي يحتمل أن يكون متفوقًا) الأنظمة المستندة إلى GPS، ولا سيما (WAAS)، سمحت بتوقع مستوى مماثل من تحديد المواقع دون الحاجة إلى معدات في المطار. يقلل نظام (GPS/WAAS) بشكل كبير من تكلفة المطار لتنفيذ اقتراب هبوط دقيق، وهو أمر مهم بشكل خاص في المطارات الصغيرة. لهذه الأسباب، تم إيقاف تشغيل معظم أنظمة «إم إل إس» الموجودة في أمريكا الشمالية. توفر أقتراب (LPV "Localizer Performance with Vertical") المستندة إلى (GPS/WAAS) توجيهًا رأسيًا يمكن مقارنته باقتراب (LPV) من الفئة I وإدارة الطيران الفيدرالية (FAA) المنشورة حاليًا عن عدد مقاربات (ILS) في مطارات الولايات المتحدة.
على الرغم من أن نظام «إم إل إس» بدا في البداية مهتمًا في أوروبا، حيث كانت هناك مخاوف بشأن توفر نظام تحديد المواقع العالمي (GPS)، إلا أن التثبيت على نطاق واسع لم يحدث أبدًا. مزيد من نشر النظام غير محتمل. بدلاً من ذلك، نفذت العديد من المطارات الأوروبية اقتراب (LPV) بناءً على نظام القمر الصناعي (EGNOS) المتوافق مع (WAAS).

## مبدأ
توظف «إم إل إس» أجهزة إرسال 5 غيغاهرتز في مكان الهبوط والتي تستخدم صفائف ممسوحة ضوئيًا إلكترونياً سلبية لإرسال حزم مسح باتجاه الطائرة التي تقترب. تستخدم الطائرة التي تدخل الحجم الممسوح مستقبلًا خاصًا يحسب موقعها عن طريق قياس أوقات وصول الحزم.

## تاريخ
تم تصميم الإصدار الأمريكي من «إم إل إس»، وهو تطوير مشترك بين إدارة الطيران الفيدرالية وناسا ووزارة الدفاع الأمريكية، لتوفير إرشادات ملاحية دقيقة للمحاذاة الدقيقة وهبوط الطائرات عند الاقتراب من المدرج. إنه يوفر السمت والارتفاع والمسافة، بالإضافة إلى «السمت الخلفي» للإبحار بعيدًا عن محاولة هبوط أو فوات. تم استخدام قنوات «إم إل إس» أيضًا للاتصالات قصيرة المدى مع وحدات التحكم في المطار، مما يسمح بتسليم الترددات بعيدة المدى إلى طائرات أخرى.
في أستراليا، بدأ العمل في تصميم نسخة من «إم إل إس» في عام 1972. تم تنفيذ معظم هذا العمل بشكل مشترك من قبل الإدارة الفيدرالية للطيران المدني (DCA)، وقسم فيزياء الراديو في منظمة الكومنولث للبحوث العلمية والصناعية (CSIRO). أطلق على المشروع اسم (Interscan)، وهو أحد أنظمة هبوط الميكروويف العديدة قيد الدراسة دوليًا. تم اختيار (Interscan) من قبل إدارة الطيران الفيدرالية(FAA) في عام 1975 ومن قبل منظمة الطيران المدني الدولي في عام 1978 باعتباره الشكل الذي يتعين اعتماده. تم تطوير نسخة هندسية من النظام، تسمى (MITAN)، من قبل الصناعة (Amalgamated Wireless Australasia Limited) وهوكر دي هافيلاندبموجب عقد مع وزارة النقل، التي خلفت (DCA)، وتم عرضها بنجاح في مطار ملبورن (تولامارين) في أواخر السبعينيات. لا يزال من الممكن رؤية أطباق الهوائي البيضاء في تولامارين حتى عام 2003 عندما تم تفكيكها.
تبع هذا البحث الأولي تشكيل شركة (Interscan International Limited) في سيدني بأستراليا عام 1979 والتي قامت بتصنيع أنظمة «إم إل إس» التي تم نشرها لاحقًا في الولايات المتحدة والاتحاد الأوروبي وتايوان والصين وأستراليا. طورت هيئة الطيران المدني (المملكة المتحدة) نسخة من «إم إل إس»، والتي تم تثبيتها في مطار هيثرو والمطارات الأخرى، بسبب زيادة معدل اقتراب الأجهزة مع طقس الفئة الثانية والثالثة (Cat II / III).
بالمقارنة مع نظام الهبوط الحالي للأجهزة (ILS)، كان لـ «إم إل إس» مزايا كبيرة. كانت الهوائيات أصغر بكثير، باستخدام إشارة تردد أعلى. كما لم يكن من الضروري وضعهم في مكان محدد في المطار، ويمكنهم «تعويض» إشاراتهم إلكترونيًا. جعل هذا الوضع أسهل مقارنةً بأنظمة (ILS) الأكبر حجمًا، والتي يجب وضعها في نهايات المدارج وعلى طول مسار الاقتراب.
كانت الميزة الأخرى هي أن إشارات «إم إل إس» غطت منطقة واسعة جدًا على شكل مروحة من نهاية المدرج، مما يسمح لوحدات التحكم بتوجيه الطائرات التي تقترب من مجموعة متنوعة من الاتجاهات أو توجيه الطائرات على طول اقتراب مجزأ. بالمقارنة، يمكن لنظام (ILS) توجيه الطائرة لأسفل في خط مستقيم واحد، مما يتطلب من وحدات التحكم توزيع الطائرات على طول هذا الخط. سمحت «إم إل إس» للطائرات بالاقتراب من أي اتجاه كانت تطير فيه بالفعل، بدلاً من الطيران إلى مدار وقوف السيارات قبل «التقاط» إشارة (ILS). كان هذا ذا قيمة خاصة في المطارات الكبيرة، حيث يمكن أن يسمح للطائرة بالانفصال أفقيًا بالقرب من المطار. وبالمثل في الارتفاع، تسمح التغطية على شكل مروحة بالتغيرات في معدل الهبوط، مما يجعل «إم إل إس» مفيدة للطائرات ذات الزوايا الأكثر انحدارًا مثل المروحيات والمقاتلات ومكوك الفضاء.
على عكس (ILS)، الذي يتطلب مجموعة متنوعة من الترددات لبث الإشارات المختلفة، استخدم «إم إل إس» ترددًا واحدًا، يبث معلومات السمت والارتفاع واحدة تلو الأخرى. قلل هذا من فرصة حدوث تضارب في التردد، وكذلك حقيقة أن الترددات المستخدمة كانت بعيدة عن بث FM، وهي مشكلة أخرى مع (ILS). كما قدمت «إم إل إس» مائتي قناة منفصلة، مما يجعل النزاعات بين المطارات في نفس المنطقة يمكن منعها بسهولة.
أخيرًا، تم تحسين الدقة بشكل كبير عبر (ILS). على سبيل المثال، توفر معدات جهاز قياس المسافة (DME) القياسية المستخدمة مع (ILS) نطاق دقة يبلغ ± 1200 قدم فقط. قام «إم إل إس» بتحسين هذا إلى ± 100قدم في ما أشاروا إليه باسم (DME/P) (للدقة)، وقدموا تحسينات مماثلة في السمت والارتفاع. سمح ذلك لـ «إم إل إس» بتوجيه أقتراب (CAT III) الدقيقة للغاية، في حين أن هذا يتطلب عادةً رادارًا أرضيًا عالي الدقة باهظ الثمن.
على غرار أنظمة الهبوط الدقيقة الأخرى، يمكن عرض التوجيه الجانبي والرأسي على مؤشرات انحراف المسار التقليدية أو دمجها في شاشات عرض قمرة القيادة متعددة الأغراض. يمكن أيضًا عرض معلومات النطاق بواسطة مؤشرات جهاز قياس المسافة (DME) التقليدية وأيضًا دمجها في شاشات العرض متعددة الأغراض.
كان من المقرر أصلاً أن تظل (ILS) قيد التشغيل حتى عام 2010 قبل أن يتم استبدالها بـ «إم إل إس». تم تثبيت النظام تجريبيًا فقط في الثمانينيات عندما بدأت إدارة الطيران الفيدرالية (FAA) في تفضيل نظام تحديد المواقع العالمي (GPS). حتى في أسوأ الحالات، قدم GPS 300 على الأقل دقة القدم، ليست جيدة مثل «إم إل إس»، ولكنها أفضل بكثير من (ILS). يعمل نظام تحديد المواقع العالمي أيضًا «في كل مكان»، وليس فقط في نهاية مدارج الطائرات. وهذا يعني أن أداة ملاحة واحدة يمكن أن تحل محل أنظمة الملاحة القصيرة والطويلة المدى، وتوفر دقة أفضل من أي منهما، ولا تتطلب معدات أرضية.
لم يكن أداء نظام تحديد المواقع العالمي (GPS)، أي دقة التوجيه الرأسي بالقرب من عتبة المدرج وسلامة النظام، قادرين على مطابقة معايير وممارسات الايكاو التاريخية. يمكن توفير دقة أكبر لنظام تحديد المواقع العالمي (GPS) عن طريق إرسال «إشارات تصحيح» من المحطات الأرضية، مما يؤدي إلى تحسين الدقة إلى حوالي 10 أمتار في أسوأ الحالات، وهو ما يتفوق بكثير على نظام «إم إل إس». في البداية، كان من المخطط إرسال هذه الإشارات عبر عمليات إرسال FM قصيرة المدى على ترددات لاسلكية تجارية، ولكن ثبت أن ترتيب ذلك صعب للغاية. يتم إرسال إشارة مماثلة اليوم بدلاً من ذلك عبر جميع أنحاء أمريكا الشمالية عبر الأقمار الصناعية التجارية، في نظام يعرف باسم (WAAS). ومع ذلك، فإن (WAAS) ليست قادرة على توفير إشارات (CAT II) أو (CAT III) القياسية للمسار التلقائي للناقل الجوي (على الرغم من أن أساليب WAAS يمكن أن توفر توجيهًا دقيقًا بدرجة كافية لقدرة الهبوط التلقائي في حالات الطوارئ في الطائرات المجهزة باستخدام غارمن اوتولاند) وبالتالي نظام زيادة المنطقة المحلية، أو (LAAS)، لابد من استخدامه.

### مركبة فضائية
كان نظام هبوط حزمة المسح بالميكروويف (MSBLS) عبارة عن اقتراب (K <sub id="mwRw">u</sub> band) ومساعدات هبوط الملاحة التي يستخدمها مكوك الفضاء التابع لناسا. قدمت بيانات الارتفاع والاتجاه والمسافة الدقيقة التي تم استخدامها لتوجيه المسبار في آخر دقيقتين من الرحلة حتى هبوطها. كانت الإشارة قابلة للاستخدام عادةً من مسافة أفقية تبلغ 28 كم تقريبًا ومن ارتفاع حوالي 5 كم (18000 قدم).
تم اعتماد تركيبات (MSBLS) التي تستخدمها وكالة ناسا كل عامين للتأكد من دقتها. منذ عام 2004، عملت إدارة الطيران الفيدرالية مع وكالة ناسا لتنفيذ هذا التحقق. في السابق، تم استخدام طائرات ومعدات ناسا فقط. كشف اختبار (MSBLS) التابع لمركز كينيدي للفضاء في عام 2004 عن دقة تبلغ 5 سنتيمترات.
بدأ اقتراب هبوط المكوك الفضائي بمنحدر انزلاقي قدره 19 درجة، وهو أكثر انحدارًا بست مرات من المنحدر النموذجي للطائرات النفاثة التجارية البالغ 3 درجات.

## وظائف التشغيل
يمكن تقسيم النظام إلى خمس وظائف: سمت الاقتراب، والسمت الخلفي، ومقاربة الارتفاع، واتصالات النطاق والبيانات.

الشكل 1-1-10: تمثيل ثلاثي الأبعاد لأحجام التغطية

### اقتراب التوجيه السمت

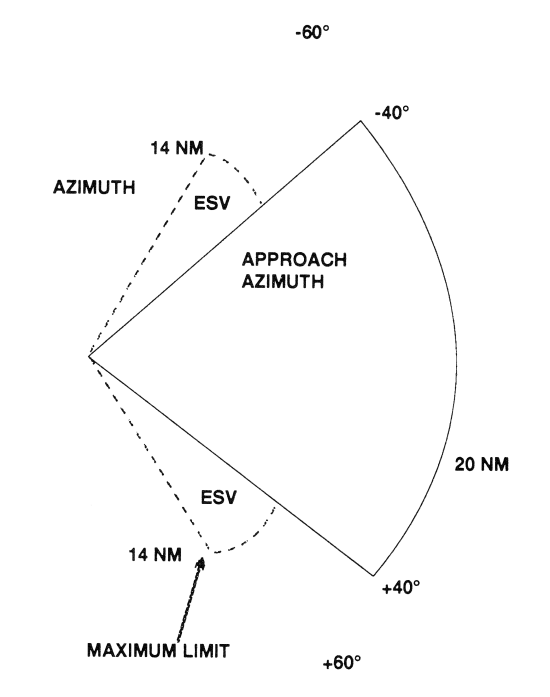
الشكل 1-1-8: حجم تغطية محطة السمت

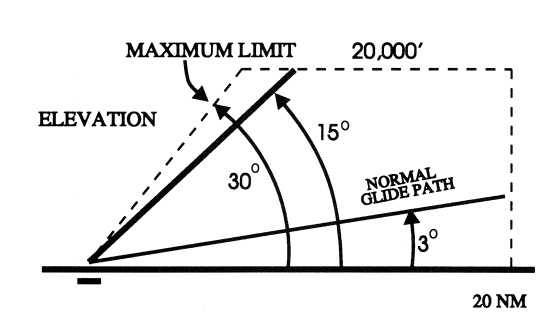
الشكل 1-1-9: أحجام تغطية محطة الارتفاع

ترسل محطة السمت زاوية «إم إل إس» والبيانات على واحدة من 200 قناة ضمن مدى التردد من 5031 إلى 5090.7 MHz وتقع عادةً على بعد حوالي 1000 قدم (300 م) بعد نهاية توقف المدرج، ولكن هناك مرونة كبيرة في اختيار المواقع. على سبيل المثال، بالنسبة لعمليات طائرات الهليكوبتر، يمكن مواءمة مرسل السمت مع مرسل الارتفاع.
تمتد تغطية السمت: بشكل جانبي، على الأقل 40 درجة على جانبي خط الوسط للمدرج في تكوين قياسي. في الارتفاع، حتى زاوية 15 درجة وحتى 20000 قدم على الأقل (6 كم)، وفي النطاق، إلى ما لا يقل عن 20 ميلاً بحريًا (37 كم) (انظر الشكل 1-1-8.)

### توجيه الارتفاع
ترسل محطة الارتفاع إشارات على نفس تردد محطة السمت. يتم تقاسم التردد الفردي بين وظائف الزاوية والبيانات وعادة ما يقع على بعد حوالي 400 قدم من جانب المدرج بين عتبة المدرج ومنطقة الهبوط.
يتم توفير تغطية الارتفاع في نفس المجال الجوي لإشارات توجيه السمت: في الارتفاع، إلى +15 درجة على الأقل؛ بعد ذلك، لملء تغطية السمت الجانبية وفي النطاق، إلى 20 ميلًا بحريًا على الأقل (37 كم) (انظر الشكل 1-1-9.)

### توجيه المدى
تعمل معدات قياس المسافة الدقيقة «إم إل إس» (DME/P) بنفس طريقة الملاحة (DME)، ولكن هناك بعض الاختلافات التقنية. يعمل جهاز إرسال واستقبال المنارة في نطاق التردد 962 إلى 1105 ميغاهيرتز ويستجيب لمحقق طائرة. تم تحسين دقة (MLS DME/P) لتتماشى مع الدقة التي توفرها محطات السمت والارتفاع «إم إل إس».
تقترن قناة (DME/P) بقناة السمت والارتفاع. ترد قائمة كاملة من 200 قناة مقترنة من (DME/P) مع وظائف الزاوية في FAA Standard 022 (متطلبات التشغيل البيني والأداء «إم إل إس»).
يعد (DME/N) أو (DME/P) جزءًا لا يتجزأ من «إم إل إس» ويتم تثبيته في جميع مرافق «إم إل إس» ما لم يتم الحصول على تنازل. يحدث هذا بشكل غير متكرر وفقط في المطارات البعيدة منخفضة الكثافة حيث تكون إشارات العلامات أو محددات البوصلة موجودة بالفعل.

### اتصالات البيانات
يمكن أن يتضمن نقل البيانات كل من كلمات البيانات الأساسية والمساعدة. تنقل جميع مرافق «إم إل إس» البيانات الأساسية. يمكن نقل البيانات المساعدة عند الحاجة. تُرسل بيانات نظام «إم إل إس» عبر قطاعات التغطية السمتية (والسمت الخلفي عند توفيره). تشمل البيانات التمثيلية: تحديد المحطة، والمواقع الدقيقة للسمت، والارتفاع ومحطات (DME/P) (لوظائف معالجة مستقبل «إم إل إس»)، ومستوى أداء المعدات الأرضية؛ وقناة (DME/P) والحالة.
تحديد «إم إل إس» هو تعيين من أربعة أحرف يبدأ بالحرف M. ويتم نقله في رمز مورس الدولي ست مرات على الأقل في الدقيقة بواسطة المعدات الأرضية لسمت الاقتراب (والسمت الخلفي).
محتوى البيانات الإضافية: تشمل البيانات التمثيلية: المواقع ثلاثية الأبعاد لمعدات «إم إل إس» وإحداثيات نقطة الطريق وظروف المدرج والطقس (على سبيل المثال، RVR، السقف، إعداد مقياس الارتفاع، الرياح، دوامة الاستيقاظ، مقص الرياح).

## مستقبل
في الولايات المتحدة، علقت إدارة الطيران الفيدرالية برنامج «إم إل إس» في عام 1994 لصالح (GPS) (نظام تكبير المنطقة الواسعة WAAS). لم يعد جرد إدارة الطيران الفيدرالية (FAA) الخاص بإجراءات الطيران الآلي يتضمن أي مواقع «إم إل إس»؛ تم القضاء على الأخيرين في عام 2008.
نظرًا للظروف التشغيلية المختلفة في أوروبا، كان من المتوقع أن تتبنى العديد من البلدان (خاصة تلك المعروفة بظروف الرؤية المنخفضة) نظام «إم إل إس» كبديل لنظام (ILS). ومع ذلك، في الواقع، كان التثبيت الرئيسي الوحيد هو مطار لندن هيثرو، والذي تم إيقاف تشغيله في 31 مايو 2017. قامت المطارات الرئيسية الأخرى، مثل مطار فرانكفورت الذي كان من المتوقع أن يقوم بتثبيت «إم إل إس»، بنشر نُهج نظام التعزيز الأرضي (GBAS) بدلاً من ذلك.
مع تثبيت المزيد من نظام GBAS، يجب أن يكون التثبيت الإضافي لنظام «إم إل إس» أو التشغيل المستمر للأنظمة الحالية موضع شك.

## روابط خارجية
- تريل بليزر المحمولة جواً، الفصل 4 أ تقنية خسوف: نظام هبوط الميكروويف وفجر نظام تحديد المواقع العالمي (GPS)
- موقع مخصص لوصف «إم إل إس»